# Incidentul OZN de la Aurora

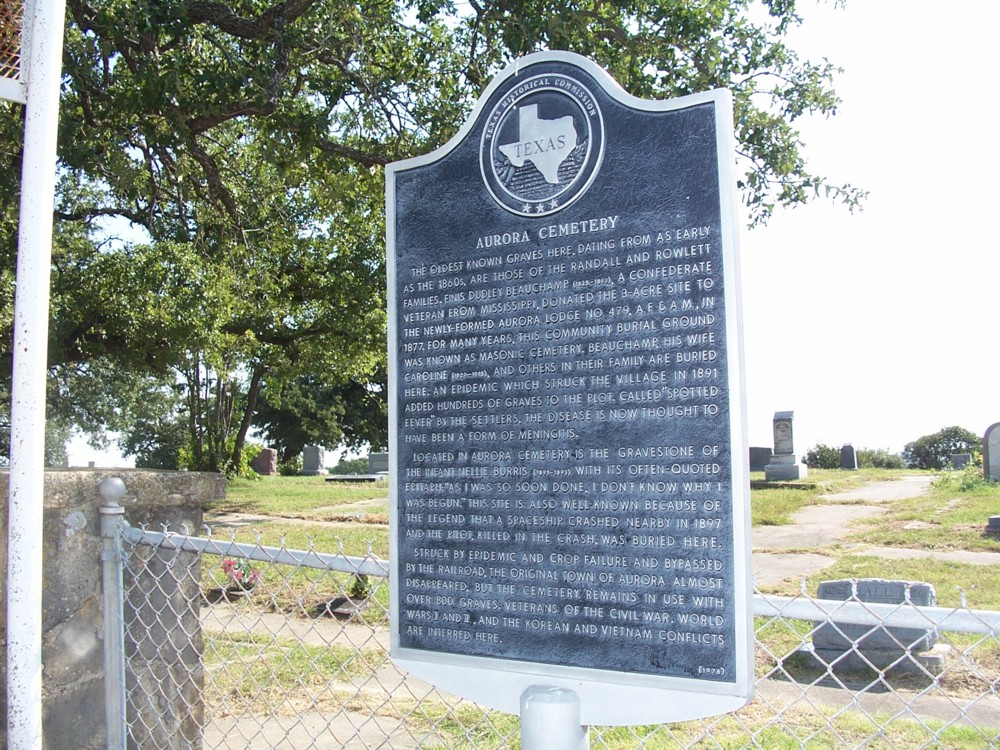
Un însemn al Comisiei istorice din Texas, în afara Cimitirului din Aurora, locul presupus al înmormântării unui pilot de OZN, care menţionează pe scurt incidentul.

Incidentul OZN de la Aurora este un incident OZN, care se pare că a avut loc pe 17 aprilie 1897 în Aurora, Texas, un mic orășel situat în colțul din nord-vest al zonei metropolitane Dallas–Fort Worth–Arlington. Incidentul (asemănător cu mult mai celebrul incident de la Roswell, incident situat la 50 de ani după acesta) constă într-o presupusă prăbușire a unui OZN. Presupusul corp al unui extraterestru este înmormântat într-un mormânt nemarcat din cimitirul local.

## Observațiile martorilor

Un articol dintr-un ziar privind incidentul

În perioada 1896 - 1897 (aproximativ șase sau șapte ani înainte de primul zbor al fraților Wright), numeroase apariții ale unui obiect zburător în formă de trabuc au fost semnalate în Statele Unite.
Una din aceste observații a fost pe 19 aprilie 1897 în ediția ziarului Dallas Morning News. Articolul, scris de un locuitor din Aurora, S. E. Haydon, despre un presupusul OZN, descrie cum obiectul necunoscut a lovit o moară de vânt de pe proprietatea unui judecător două zile mai devreme, în jurul orei locale 6 dimineața, provocând un accident. Pilotul (care a fost descris ca neaparținând acestei lumi, sau ca marțian, conform unui ofițer al Armatei din apropiere de Fort Worth) nu a supraviețuit accidentului și a fost îngropat creștinește în apropierea Cimitirului din Aurora. (Cimitirul conține o placă care menționează incidentul).

## Teoria păcălelii
Teoria păcălelii se bazează în principal pe cercetarea istorică efectuată de Barbara Brammer, un fost primar din Aurora. Cercetările sale au arătat că luni de zile înainte de pretinsul accident, Aurora a fost copleșită de o serie de incidente tragice. În primul rând, cultura de bumbac locală (sursa majoră de venituri a orașului) a fost distrusă de o infestare cu coleopterul Anthonomus grandis. În al doilea rând, un foc pe latura de vest a orașului a distrus mai multe clădiri și mai mulți oameni au murit. La scurt timp după incendiu, o epidemie de febră a lovit orașul, instaurându-se carantina. Apoi, o cale ferata de 27 de kilometri până la Aurora, planificată să fie construită, niciodată nu a mai fost realizată. În fine, Aurora (care avea aproape 3.000 de locuitori în acel moment) a fost în pericol de dispariție; cercetările lui Brammer, de asemenea, au arătat că Haydon era cunoscut în oraș ca fiind cel puțin glumeț. Barbara Brammer concluzionează că articolul lui Haydon a fost o ultima încercare de a menține Aurora în viață.

## Investigații
- Într-o investigație realizată de MUFON și publicată în 1973, se arată că s-au găsit bucăți ciudate dintr-un aliaj rar în natură (95% aluminiu și 5% fier).
- În aceiași anchetă, se spune că cea mai veche parte a cimitirului a avut o piatră funerara dintr-un aliaj identic. Ei au folosit un detector de metale pentru a găsi mormântul. Când cei de la MUFON au cerut permisiunea de a-l dezgropa, au fost refuzați. Câteva zile mai târziu, anchetatorii au revenit dar au constatat că piatra a dispărut. Cu detectorul de metale nu au mai descoperit niciun metal.
- În presupusul loc unde s-a prăbușit nava nu mai crește iarba. Terenul a devenit proprietatea unei alte persoane care a început să sufere de artrita foarte severă.
- În cadrul anchetei din 1973 s-au găsit trei martori care erau în 1897 în Aurora. Primul a spus că totul a fost o glumă. Dar celelalte două persoane au susținut contrariul: al doilea a fost martorul incidentului, dar a plecat repede pentru că mama sa nu l-a mai lăsat să stea acolo iar al treilea a recunoscut că a văzut OZN-ul prăbușindu-se în timp ce își făcea temele, tatăl său a plecat să vadă ce s-a întâmplat și, în ziua următoare când s-a întors, el i-a povestit tot fiului său.
- Descrierea pilotului extraterestru a fost foarte asemănătoare cu alte descrieri.

## În cultura populară
În 1986 a fost realizat un film bazat pe acest eveniment. Filmul se numește The Aurora Encounter.